# Anemia herzogii
Anemia herzogii är en ormbunkeart som beskrevs av Eduard Rosenstock. Anemia herzogii ingår i släktet Anemia och familjen Anemiaceae. Inga underarter finns listade.